# Seven Sudamericano Femenino 2012
El Seven Sudamericano Femenino del 2012 se disputó por cuarta vez en Brasil y estuvo organizado en conjunto por la Confederación Sudamericana de Rugby (CONSUR) y la Confederação Brasileira de Rugby (ente rector del rugby en ese país), originalmente, el seven se iba a disputar en Costa Rica. Río de Janeiro fue la anfitriona y los partidos se disputaron en el Estádio da Gávea, propiedad del Clube de Regatas do Flamengo.

## Equipos participantes
- Selección femenina de rugby 7 de Argentina (Las Pumas)
- Selección femenina de rugby 7 de Brasil (Las Tupís)
- Selección femenina de rugby 7 de Chile (Las Cóndores)
- Selección femenina de rugby 7 de Colombia (Las Tucanes)
- Selección femenina de rugby 7 de Paraguay (Las Yacarés)
- Selección femenina de rugby 7 de Perú (Las Tumis)
- Selección femenina de rugby 7 de Uruguay (Las Teras)
- Selección femenina de rugby 7 de Venezuela (Las Orquídeas)

## Clasificación[3]

### Grupo A

#### Posiciones
| Pos. | Equipo    | Encuentros | Encuentros | Encuentros | Encuentros | Tantos  | Tantos    | Tantos     | Puntos |
| Pos. | Equipo    | jugados    | ganados    | empatados  | perdidos   | a favor | en contra | diferencia | Puntos |
| ---- | --------- | ---------- | ---------- | ---------- | ---------- | ------- | --------- | ---------- | ------ |
| 1    | Brasil    | 3          | 3          | 0          | 0          | 82      | 5         | + 77       | 9      |
| 2    | Uruguay   | 3          | 2          | 0          | 1          | 63      | 12        | + 51       | 6      |
| 3    | Venezuela | 3          | 1          | 0          | 2          | 15      | 47        | - 32       | 3      |
| 4    | Perú      | 3          | 0          | 0          | 3          | 0       | 96        | - 96       | 0      |

Nota: Se otorgan 3 puntos al equipo que gane un partido, 1 al que empate y 0 al que pierda
|  | Clasificados a Semifinales de Oro |

|  | Clasificados a Semifinales de Bronce |

#### Resultados
| 10 de marzo 10:00 | Uruguay | 36 - 0  | Perú | Estádio da Gávea, Río de Janeiro, Brasil |  |
|                   |         | Reporte |      |                                          |  |

| 10 de marzo 10:20 | Brasil | 25 - 0  | Venezuela | Estádio da Gávea, Río de Janeiro, Brasil |  |
|                   |        | Reporte |           |                                          |  |

| 10 de marzo 12:40 | Uruguay | 22 - 0  | Venezuela | Estádio da Gávea, Río de Janeiro, Brasil |  |
|                   |         | Reporte |           |                                          |  |

| 10 de marzo 13:00 | Brasil | 45 - 0  | Perú | Estádio da Gávea, Río de Janeiro, Brasil |  |
|                   |        | Reporte |      |                                          |  |

| 10 de marzo 15:20 | Perú | 0 - 15  | Venezuela | Estádio da Gávea, Río de Janeiro, Brasil |  |
|                   |      | Reporte |           |                                          |  |

| 10 de marzo 16:20 | Brasil | 12 - 5  | Uruguay | Estádio da Gávea, Río de Janeiro, Brasil |  |
|                   |        | Reporte |         |                                          |  |

### Grupo B

#### Posiciones
| Pos. | Equipo    | Encuentros | Encuentros | Encuentros | Encuentros | Tantos  | Tantos    | Tantos     | Puntos |
| Pos. | Equipo    | jugados    | ganados    | empatados  | perdidos   | a favor | en contra | diferencia | Puntos |
| ---- | --------- | ---------- | ---------- | ---------- | ---------- | ------- | --------- | ---------- | ------ |
| 1    | Colombia  | 3          | 3          | 0          | 0          | 61      | 24        | + 37       | 9      |
| 2    | Argentina | 3          | 2          | 0          | 1          | 92      | 47        | + 45       | 6      |
| 3    | Chile     | 3          | 1          | 0          | 2          | 53      | 61        | - 8        | 3      |
| 4    | Paraguay  | 3          | 0          | 0          | 3          | 7       | 81        | - 74       | 0      |

Nota: Se otorgan 3 puntos al equipo que gane un partido, 1 al que empate y 0 al que pierda
|  | Clasificados a Semifinales de Oro |

|  | Clasificados a Semifinales de Bronce |

#### Resultados
| 10 de marzo 10:40 | Chile | 7 - 20  | Colombia | Estádio da Gávea, Río de Janeiro, Brasil |  |
|                   |       | Reporte |          |                                          |  |

| 10 de marzo 11:00 | Argentina | 34 - 7  | Paraguay | Estádio da Gávea, Río de Janeiro, Brasil |  |
|                   |           | Reporte |          |                                          |  |

| 10 de marzo 13:20 | Argentina | 17 - 19 | Colombia | Estádio da Gávea, Río de Janeiro, Brasil |  |
|                   |           | Reporte |          |                                          |  |

| 10 de marzo 13:40 | Chile | 25 - 0  | Paraguay | Estádio da Gávea, Río de Janeiro, Brasil |  |
|                   |       | Reporte |          |                                          |  |

| 10 de marzo | Colombia | 22 - 0  | Paraguay | Estádio da Gávea, Río de Janeiro, Brasil |  |
|             |          | Reporte |          |                                          |  |

| 10 de marzo | Argentina | 41 - 21 | Chile | Estádio da Gávea, Río de Janeiro, Brasil |  |
|             |           | Reporte |       |                                          |  |

## Play-off

### Semifinales

#### Semifinales de Bronce
| 11 de marzo | Venezuela | 20 - 7  | Paraguay | Estádio da Gávea, Río de Janeiro, Brasil |  |
|             |           | Reporte |          |                                          |  |

| 11 de marzo | Chile | 38 - 5  | Perú | Estádio da Gávea, Río de Janeiro, Brasil |  |
|             |       | Reporte |      |                                          |  |

#### Semifinales de Oro
| 11 de marzo | Brasil | 17 - 5  | Argentina | Estádio da Gávea, Río de Janeiro, Brasil |  |
|             |        | Reporte |           |                                          |  |

| 11 de marzo | Colombia | 10 - 7  | Uruguay | Estádio da Gávea, Río de Janeiro, Brasil |  |
|             |          | Reporte |         |                                          |  |

### Finales

#### 7.º puesto
| 11 de marzo | Paraguay | 22 - 7  | Perú | Estádio da Gávea, Río de Janeiro, Brasil |  |
|             |          | Reporte |      |                                          |  |

#### Final de Bronce
| 11 de marzo | Venezuela | 5 - 12  | Chile | Estádio da Gávea, Río de Janeiro, Brasil |  |
|             |           | Reporte |       |                                          |  |

#### Final de Plata
| 11 de marzo | Argentina | 7 - 12  | Uruguay | Estádio da Gávea, Río de Janeiro, Brasil |  |
|             |           | Reporte |         |                                          |  |

#### Final de Oro
| 11 de marzo | Brasil | 34 - 5  | Colombia | Estádio da Gávea, Río de Janeiro, Brasil |  |
|             |        | Reporte |          |                                          |  |

| Bandera de Brasil |
| Campeón Brasil    |
| Noveno título     |

## Posiciones finales[4]
| Posición | Selección |
| -------- | --------- |
| 1        | Brasil    |
| 2        | Colombia  |
| 3        | Uruguay   |
| 4        | Argentina |
| 5        | Chile     |
| 6        | Venezuela |
| 7        | Paraguay  |
| 8        | Perú      |